# Pittsylvania
Pittsilvania (en inglés: Pittsylvania) fue un temprano intento de 1759 por erigir una nueva Colonia británica en Norteamérica, que comprendería los territorios en el Valle del Ohio pertenecientes al suroeste de Pensilvania, el noroeste de Virginia (la mayoría de la actual Virginia Occidental y secciones de Virginia) y Kentucky oriental, con capital en Pittsborough.
Aunque fracasó, inspiró movimientos similares en la misma zona, como los proyectos de Vandalia en 1769 o Westsylvania en 1775.

## El primer intento de una decimocuarta Colonia
En el transcurso de la Guerra de los Siete Años, el 25 de noviembre de 1758, la expedición comandada por el general John Forbes ocupa el solar de Fort Duquesne, destruido y evacuado el día anterior por los franceses. Las tropas británicas reconstruyen, a mayor tamaño, el fuerte en la confluencia de los ríos Allegheny, Monongahela y Ohio, al que denominan Fort Pitt, en honor de William Pitt, primer ministro de Gran Bretaña entre 1766 y 1768. A su vez, la zona de asentamientos en el interfluvio fue denominada Pittsborough.
Los habitantes de la zona, apenas eliminado el dominio francés, empezaron a dar los primeros pasos para constituirse en colonia, independiente de la Provincia de Pensilvania y de la Colonia y Dominio de Virginia, como se desprende de informaciones aparecidas en la prensa colonial (por ejemplo, una carta enviada desde Nueva Jersey a la Maryland Gazette).
La razón principal del intento parecer ser una suma del estatus incierto de la zona (pendiente de adscripción a la Provincia de Pensilvania o la Colonia y Dominio de Virginia, o su eventual reparto) y la inseguridad derivada de las incursiones nativoamericanas.